# أبل ون
أبل ون (بالإنجليزية: Apple One)‏ هو اشتراك يجمع عددًا من الخدمات المتميزة التي تقدمها شركة أبل. في حزم متعددة المستويات، تم تقديمه لأول مرة في أواخر عام 2020. المستويات الثلاثة المقدمة هي الفردية والعائلية والممتازة، حيث توفر جميعها الوصول إلى أبل ميوزك وأبل تي في + وأبل آركيد وتخزين آي كلاود (50 جيجابايت للفرد و200 جيجابايت للعائلة و2 تيرابايت للممتاز). تتضمن الطبقة الممتازة أيضًا أبل نيوز + [الإنجليزية] وآبل فتنس+. تسمح كل من الحزم العائلية والممتازة بالمشاركة العائلية لما يصل إلى ستة حسابات. يمكن شراء مساحة تخزين آي كلاود إضافية فوق اشتراك أبل ون.

## الوصف
تم الإعلان عن أبل ون في 15 سبتمبر 2020، خلال حدث أبل وتم إطلاقه عالميًا في 30 أكتوبر. كانت خطط حزمة الخدمات قيد التطوير في أبل لسنوات، كجزء من جهود الشركة لزيادة إيراداتها من الخدمات وتقليل اعتمادها على مبيعات الأجهزة.
تجمع الاشتراكات الخدمات المميزة التي تقدمها شركة أبل في حزم متعددة المستويات. والمستويات الثلاثة المعروضة هي الفردية والعائلية والممتازة، وتوفر جميعها إمكانية الوصول إلى أبل ميوزك وأبل تي في + وأبل آركيد وتخزين آي كلاود (50 جيجابايت للفرد و200 جيجابايت للعائلة و2 تيرابايت للممتازة). وتتضمن الطبقة الممتازة أيضًا أبل نيوز + [الإنجليزية] وأبل فتنس +. وتسمح كل من الحزم العائلية والممتازة بالمشاركة العائلية لما يصل إلى ستة حسابات. ويمكن شراء مساحة تخزين آي كلاود إضافية بالإضافة إلى اشتراك أبل ون.
تم تصميم حزم اشتراك أبل ون لجذب المستخدمين إلى خدمات أخرى ربما لم يفكروا في الاشتراك فيها بخلاف ذلك، مثل أبل آركيد أو أبل نيوز + [الإنجليزية]، من خلال توفيرها معًا بسعر مخفض.
عند الإطلاق، كانت تكلفة الخدمة 14.95 دولارًا شهريًا للخطة الفردية، و19.95 دولارًا شهريًا للخطة العائلية، و29.95 دولارًا شهريًا للخطة المميزة. وبهذه الأسعار، سيوفر المستخدم الذي ينوي الدفع مقابل كل خدمة مكونة مضمنة في الحزمة الفردية ما يقرب من 6 دولارات شهريًا عن طريق الدفع مقابل أبل ون في المستوى الفردي، بينما بموجب نفس الفرضية، سيوفر مشترك المستوى العائلي 8 دولارات شهريًا ومشترك المستوى المميز ما يقرب من 25 دولارًا شهريًا.
حاليًا، يبلغ سعر أبل ون 19.95 دولارًا أمريكيًا شهريًا للخطة الفردية، و25.95 دولارًا أمريكيًا شهريًا للخطة العائلية، و37.95 دولارًا أمريكيًا شهريًا للخطة المميزة. بهذه الأسعار، وبافتراض أن المستخدم كان ينوي شراء الخدمات بشكل منفصل، توفر الخطة الفردية للمستخدمين ما يقرب من 9 دولارات شهريًا، وتوفر الخطة العائلية 11 دولارًا شهريًا، وتوفر الخطة المميزة 29 دولارًا شهريًا.

## ارتفاع الاسعار
في 24 أكتوبر 2022، أعلنت شركة أبل أنها ستزيد أسعار اشتراكات أبل ون (إلى جانب أبل ميوزك وأبل تي في +) في العديد من المناطق. زادت الخطة الفردية بمقدار 2 دولار إلى 16.95 دولارًا شهريًا، وزادت الخطة العائلية بمقدار 3 دولارات إلى 22.95 دولارًا شهريًا، وزادت الخطة المميزة بمقدار 3 دولارات إلى 32.95 دولارًا شهريًا.
بهذه الأسعار، وبافتراض أن المستخدم كان ينوي شراء الخدمات بشكل منفصل، فإن الخطة الفردية وفرت على المستخدمين حوالي 7 دولارات شهريًا، والخطة العائلية وفرت 8 دولارات شهريًا، والخطة المميزة وفرت 24 دولارًا شهريًا.
في 3 نوفمبر 2023، أعلنت شركة أبل أنها ستزيد أسعار اشتراكات أبل ون. زادت الخطة الفردية بمقدار 3 دولارات إلى 19.95 دولارًا شهريًا، وزادت الخطة العائلية بمقدار 3 دولارات إلى 25.95 دولارًا شهريًا، وزادت الخطة المميزة بمقدار 5 دولارات إلى 37.95 دولارًا شهريًا.
وفقًا لنظام التسعير الحالي، وبافتراض أن المستخدم كان ينوي شراء الخدمات بشكل منفصل، فإن الخطة الفردية توفر للمستخدمين حوالي 9 دولارات شهريًا، والخطة العائلية توفر 11 دولارًا شهريًا، والخطة المميزة توفر 29 دولارًا شهريًا.

## الاستقبال
قارنت ذا فيرج الخدمة بخدمة أمازون برايم، من خلال حزمة أمازون برايم فيديو وأمازون ميوزك. لاحظت سي نت أن أكبر عامل جذب للخدمة هو تضمينها لخدمات آي كلاود.

### استجابة المنافس
أعربت سبوتيفاي عن مخاوفها من أن أبل قد تستغل موقفها المهيمن، مدعية أن أبل ون تضع المنافسين في وضع غير مؤاتٍ حيث يفضل المستهلكون استخدام خدمات أبل الخاصة على البدائل، بسبب سيطرة أبل على منصة آي أو إس. دعت سبوتيفاي الجهات التنظيمية للمنافسة إلى التصرف لأنها تعتقد أن هذه الممارسة يجب أن يُنظر إليها على أنها سلوك مناهض للمنافسة وبالتالي يجب أن تخضع للقيود والتنظيم.